# Dimmi che fai tutto per me
Pour plus de détails, voir Fiche technique et Distribution.
Dimmi che fai tutto per me est une comédie policière italienne réalisée par Pasquale Festa Campanile et sortie en 1976. 

## Synopsis
Francesco Salmarani, un médecin bien établi de Trévise, se retrouve soudain à découvert sur son compte en banque parce que le père de sa femme est arrivé d'Amérique et a exigé l'achat d'une grande villa palladienne. Fatigué de sa femme, Francesco se console avec Paola, puis se laisse séduire par la jeune et belle Mary, arrivée comme gouvernante et maîtresse de son beau-père. La nécessité de combler les lacunes administratives et le rêve de s'enfuir avec Mary conduisent le médecin à organiser un braquage contre son beau-père qui, lié à la mafia, a réussi à transférer dans la villa une énorme fortune en dollars, volée au gang.
Mais l'affaire se complique car, la même nuit, se rencontrent le banquier sans scrupules Felegatti et un complice, deux mafiosi à la recherche du magot et le fils de Salmarani lui-même. La présence de l'enfant permet au commissaire de disculper son gendre, Mary et Felegatti, de la mort du vieux mafioso. Cependant, tous seront privés du trésor rêvé, qui reviendra à Mary et au fils de Salmarani, qui s'enfuient ensemble.

## Fiche technique
- Titre italien original : Dimmi che fai tutto per me[1],[2] (litt. « Dis-moi que tu fais tout pour moi »)
- Réalisateur : Pasquale Festa Campanile
- Scénario : Suso Cecchi D'Amico, Castellano et Pipolo d'après le roman Saluti notturni dal Passo della Cisa de Piero Chiara.
- Photographie : Franco Di Giacomo
- Montage : Antonio Siciliano (it)
- Musique : Armando Trovajoli
- Effets spéciaux : Marcello Fuga, Riccardo Vernier
- Décors  : Guido Josia
- Production : Leonardo Pescarolo
- Société de production : Euro International Films
- Pays de production :  Italie
- Langues originales : italien
- Format : couleur - Son mono - 35 mm
- Durée : 100 minutes
- Genre : comédie policière
- Dates de sortie :
  - Italie : 6 août 1976

## Distribution
- Johnny Dorelli : Dr. Francesco Salmarani
- Pamela Villoresi : Mary Mancini
- Andréa Ferréol : Miriam Spinacroce Salmarani
- Pino Caruso : Commissaire Spadoni
- Jacques Dufilho : « Dodo » Spinacroce
- Grazia Maria Spina : Paola Signorini
- Nanni Svampa : Bonomelli dit « le blond »
- Ferdinando Murolo : Roberto Mancuso dit « Robbie »
- Stefano Amato : Mino Salmarani
- Enzo Robutti : Felegatti
- Francesco D'Adda : Caputo, le commissaire adjoint

## Production
La majeure partie du tournage a eu lieu près de Trévise, entre la Porta San Tomaso (it) et la route de Terraglio (it). Le film a été partiellement tourné à la Villa Contarini, dans la municipalité de Piazzola sul Brenta, dans la province de Padoue.